# DTMF jel

DTMF jellel átvihető karakterek

DTMF (Dual-tone multifrequency signaling), kéthangú többfrekvenciás jelzés. A DTMF egy távközlési jelzőrendszer, amely a hangfrekvenciás jeleket használ a telefonvonalakon keresztül a telefonkészülékek és más távközlési eszközök, valamint a kapcsolóközpontok közötti kommunikációra.
A kéthangú többfrekvenciás jelzést 1963-ban szabadalmaztatta az Egyesült Államok-beli Bell System Touch-Tone márkanéven. Elsősorban nyomógombos telefonokban alkalmazták, amelyek aztán fokozatosan felváltották a korábbi tárcsás készülékeket. Ma már, más többfrekvenciás rendszerek mellett, a vezetékes és mobiltelefon szolgáltatások egyik iparági szabványává vált.

## A DTMF jel felépítése

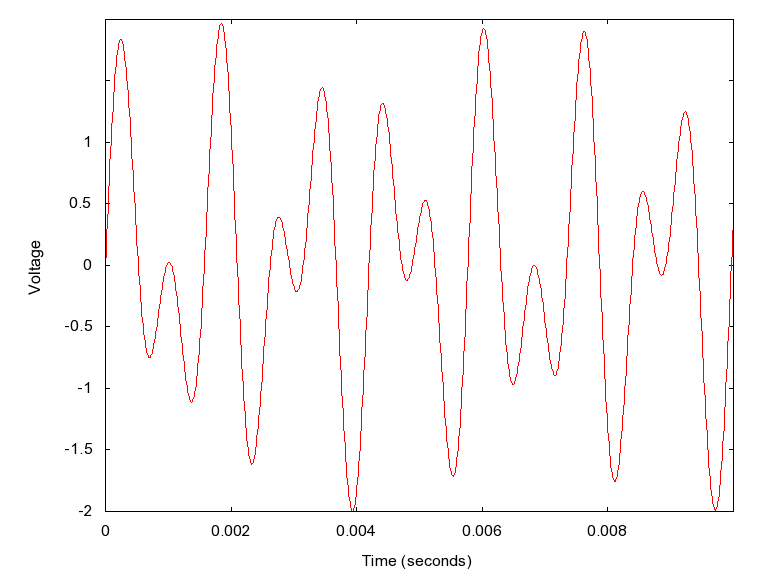
1209Hz és a 697Hz összekeveréséből előálló jelalak

Amint neve is mutatja, 2 hangfrekvencia egyidejű jelenlétével operál, amely két hang a telefon billentyűzet sorát illetve oszlopát határozza meg, azaz a konkrét számjegyet az alábbiak szerint:
|        | 1209 Hz | 1336 Hz | 1477 Hz | 1633 Hz |
| ------ | ------- | ------- | ------- | ------- |
| 697 Hz | 1       | 2       | 3       | A       |
| 770 Hz | 4       | 5       | 6       | B       |
| 852 Hz | 7       | 8       | 9       | C       |
| 941 Hz | *       | 0       | #       | D       |

Például ha egy 6-os számjegyet akartunk közölni a túloldallal, akkor egy 770 Hz és egy 1477 Hz-es hangot egyszerre néhány tized másodpercig kiadva majd elhallgattatva át is jutott a 2. sor 3. oszlopában található 6-os számjegy. Több karakter küldése során karakterek között néhány tized másodperces modulálatlan, csendes részt hagyunk.

## Követelmények a DTMF jellel kapcsolatban:[3]
DTMF jelek használatával egy időben csak egy billentyű jele vihető át, egyidejűleg lenyomott billentyűkombináció átvitelére nincs lehetőség.

### Spektrális követelmények
A kimeneti frekvenciák tűrése a névleges értékük ±1,5%-án belül legyenek.
A DTMF adó ZR referenciaimpedanciával történő lezárásakor a küldési szintek a következők:
- a magasabb frekvenciájú csoportban: -9,0 dBV, ±2,0 dB
- az alacsonyabb  frekvenciájú csoportban: -11,0 dBV, ±2,5 dB

A magasabb frekvenciájú komponens szintjének 1 dB – 4 dB között erősebbnek kell lennie, mint az alacsonyabb frekvenciájú komponens szintje.
A 250 Hz és 4300 Hz közötti frekvenciatartományban az összes nemkívánatos frekvenciakomponens összteljesítményszintjének legalább 20 dB-lel a DTMF jel alacsony frekvenciájú komponensének szintje alatt kell lennie.
Amikor DTMF jelet küldenek a vonalra, mikrofonok érzékenységét legalább 50 dB-lel csökkenteni kell.
A vett DTMF jelet érvényesnek kell érzékelni, ha a vonali bemeneten a jelzőfrekvenciák közül kettő van jelen, egy a magas csoportból, egy pedig az alacsony csoportból. Ezt a jelet akkor is érvényesnek kell érzékelni, ha frekvenciakomponensek is kísérik:
- Ezen jelzőfrekvenciák mindegyike a névleges érték ± (1,5% +2 Hz) tartományán belül van
- E két jelzőfrekvencia mindegyikének szintje a -27 dBV és -5 dBV közötti tartományban van
- E két jelzőfrekvencia szintjének különbsége nem nagyobb, mint 6 dB

A vett DTMF jelet érvénytelennek kell tekinteni, ha az alábbi feltételek feltételek bármelyike teljesül a vonali bemeneten:
- A jelszintek helyesek az érvényes jelekhez, de a jelzési frekvenciák közül kettőnél több jelen van
- Az alacsony csoportban a jelzési frekvencia szintje kisebb, mint -36 dBV
- A magas csoportban a jelzési frekvencia szintje kisebb, mint -36 dBV.

### Jelek és szünetek ideje
Ha a DTMF jelzőhang időtartamát az adó automatikusan szabályozza, az egyes küldött DTMF hangkombinációk időtartama nem lehet kevesebb, mint 65 ms. Az időt attól az időponttól kell mérni, amikor a hang eléri az állandósult értékének 90%-át, addig, amíg az állandósult értékének 90%-ára nem csökken. Vannak olyan alkalmazások is, amelyekben a DTMF hanglöketek maximális időtartama is meg van határozva, ez az érték általában 90 ms.
Ha  a DTMF jelzés szünetidejét az adó automatikusan szabályozza, az egyes DTMF hangkombinációk közötti szünet időtartama nem lehet kevesebb 65 ms-nál. Az időt attól az időponttól kell mérni, amikor a hang az állandósult értékének 10%-ára csökkent, addig, amíg állandósult értékének 10%-ára nem emelkedik.
Ha a vonalbemeneten kevesebb mint 20 ms ideig van érvényes jel, a számjegyet nem kell felismertként jelezni. Egy olyan érzékelt számjegyet, amelynek később 20 ms-nál rövidebb megszakításai vannak, egyetlen számjegyként kell értelmezni.

## DTMF jel előállítása
Alábbiakban többféle módszert ismertetünk.
- Analóg módszer: 2 db szinuszos RC oszcillátor, amelynél a 4-4 rákapcsolható ellenállás értéket a sor illetve a másiknál az oszlop száma határozta meg.
- Digitális:
  - 4-4 szinusztáblából választva olvassuk fel a két értéket, és az összegét a D/A átalakítóra juttatjuk
  - a DDS működéséhez hasonlóan 4-4 féle lépésközzel lépve előre a táblában az aktuális 2 db amplitudóérték összegét adjuk ki a D/A-ra.
  - Léteznek DTMF jelek előállítására alkalmas szoftverek

A DTMF előállítására léteznek integrált áramkörök.

## DTMF jel vétele
Alábbiakban többféle módszert ismertetünk.
- Analóg módszer:
  - 8 PLL hurkok, amelyik középállásban kerül behúzott állapotba, az a sor illetve oszlop jött. Tehát ehhez 8 db ablakkomparátor áramkör kell.
  - 2 PLL hurkok, amelyik valahol behúz és a 2 db 4 értéket felvevő DC szintből megvan a két érték (sor, oszlop). Így csak a 4 feszültségtartományt kell figyelni.

Mindkét módszernél van egy igen lényeges feladat: a 941 Hz alatti és az 1241 Hz feletti jeleket szét kell választani. 
- 4-4 lyukszűrőt alkalmaznak
- diszkrét idejű szűrőáramkör. Ez bele van építve az integrált áramkörbe.

- Digitális módszer:

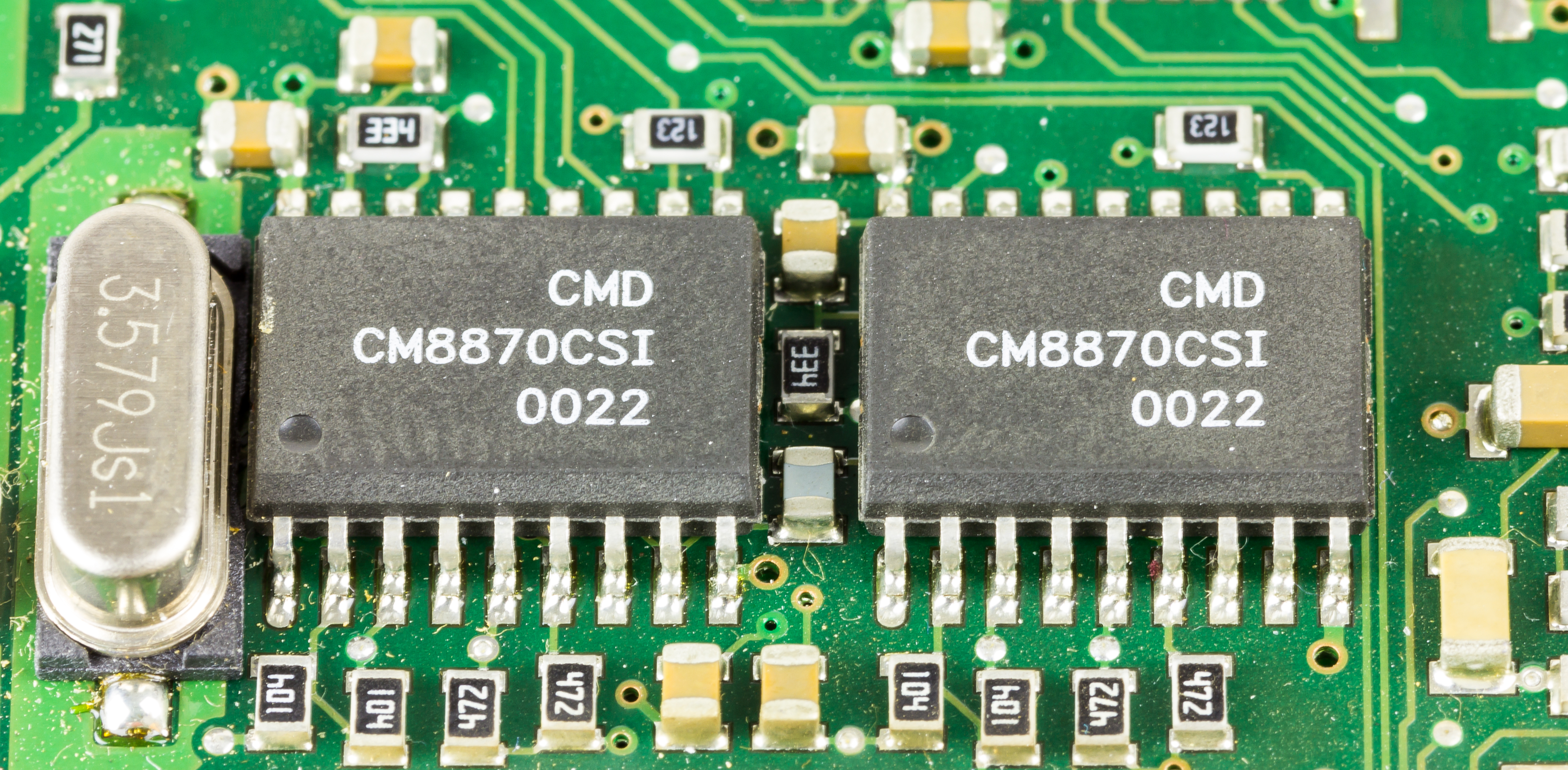
DTMF jel dekódolásárahasznált integrált áramkörök

  - a 8 frekvenciát és 90 fokos eltoltját a DDS-nél alkalmazott módszerrel digitálisan előállítjuk (D/A rész nélkül), majd a pillanatnyi amplitudóval szorozva a bejövő mintát megszorozzuk vele, amit hozzáadunk egy-egy úgynevezett energia-regiszterhez. Ezt mind a 8 frekvencián elvégezve és az energiamérlegeket összehasonlítva (E = UI2/R + UQ2/R = EI+EQ) meglátjuk, hogy az adott tizedmásodpercben melyik 2 spektrumvonal volt sokkal erősebb, mint a többi 6. Aztán már csak a jelszünetet kell detektálnunk, amikor mind a 8 energia nagyságrendileg ugyanakkora. Ezzel készen is vagyunk a sor és oszlop meghatározásával. Ez – mint látszik – egy igen könnyű feladat.
  - DTMF jelek értelmezésére, feldolgozására léteznek célszoftverek

A DTMF vételére és feldolgozására léteznek integrált áramkörök.

## Felhasználása
- A telefontechnikában a pulse módot váltotta ki. Ezt a lassú, jellegzetes kattogó hangú hívószámtovábbítást váltotta le a nyomógombos telefonok megjelenésével sokkal gyorsabb „tárcsázást” lehetővé tevő DTMF.
- A rádióhírközlésben a DTMF-el tudtunk szelektív hívást kezdeményezni, illetve átjátszóknál azt megadni, mely másik átjátszóval lépjen összeköttetésbe.

DTMF jelek szekvenciájával előállíthatók rövid vezérlőkódok, így eszközök távvezérlésére is felhasználható.